# Trimestre
Trimestre é o período de tempo equivalente a três meses. Tri no caso significa três, como bi são dois, e assim por diante. A medida é geralmente usada no ambiente empresarial para medir-se o desempenho da companhia no curto prazo.
Um ano tem 4 trimestres. Mas o certo seria ser chamado de trimês, pois tri significa três e mês vem de mês, trimestre seria três mestres, trimês seria três meses. O termo "trimestre" surgiu nos contos de cavalaria, pois se referia ao três cavaleiros da Távola Redonda, os três mestres.
Em um ano tem-se:
- 1º trimestre: de janeiro a março
- 2º trimestre: de abril a junho
- 3º trimestre: de julho a setembro
- 4º trimestre: de outubro a dezembro